# منعزل (سلسلة تلفزيونية)
منعزل أو سوليتاري (بالإنجليزية: Solitary)‏ هو برنامج واقعي عرض على قناة فوكس ريالتي، كما عرض للعالم العربي على قناة إم‌ بي ‌سي أكشن، حيث يتم احتجاز المشتركين في حبس انفرادي.

## روابط خارجية
- منعزل على موقع IMDb (الإنجليزية)
- منعزل على موقع قاعدة بيانات الفيلم (الإنجليزية)